# Lanaudière
Lanaudière és una regió administrativa de la província canadenca del Quebec, situada a uns trenta quilòmetres al nord-est de Mont-real.

## Demografia
- Població: 424 223 (2005)
- Superfície: 12 313 km²
- Densitat: 34,5 hab./km²
- Taxa de natalitat: 9,4‰ (2005)
- Taxa de mortalitat: 6,3‰ (2005)

Font: Institut de la statistique du Québec